# Camrasiconops
Camrasiconops är ett släkte av tvåvingar. Camrasiconops ingår i familjen stekelflugor.
Kladogram enligt Catalogue of Life:
| Camrasiconops | \| \| Camrasiconops ater \| \| \| \| \| \| Camrasiconops rufofemoris \| \| \| \| |
|               | \| \| Camrasiconops ater \| \| \| \| \| \| Camrasiconops rufofemoris \| \| \| \| |
|               | Camrasiconops ater                                                               |
|               |                                                                                  |
|               | Camrasiconops rufofemoris                                                        |
|               |                                                                                  |